# 데이비드 페이머
데이비드 페이머(David Paymer, 1954년 8월 30일 ~ )는 미국의 배우이다.

## 출연 작품
- 카풀
- 아미스타드 - 포사이스 역
- 갱 릴레이션
- 식스맨
- 마이티 조 영
- 오조나 연쇄살인
- 레저 이블
- 허리케인 카터
- 칠 팩터 - 리차드 롱 박사 역
- 더 피클 레시피
- 액시던트 맨
- 버터플라이 인 더 타이프라이터
- 어디갔어, 버나뎃 - 제이 로스 역